# Tricentra gavisata
Tricentra gavisata là một loài bướm đêm trong họ Geometridae.